# Tour de France 2018
Die Tour de France 2018 war die 105. Austragung des wichtigsten Etappenrennens im Straßenradsport.
Gesamtsieger der Rundfahrt wurde Geraint Thomas (Team Sky) mit 1:51 Minuten vor Tom Dumoulin (Team Sunweb) und 2:24 auf den Vorjahressieger Chris Froome (ebenfalls Sky). Thomas übernahm das Gelbe Trikot durch seinen Sieg auf der 11. Etappe, der Bergankunft in La Rosière und baute seine Führung durch seinen zweiten Etappensieg auf der 12. Etappe, der Bergankunft in Alpe d’Huez, aus.
Zum sechsten Mal Gewinner der Punktewertung wurde mit einem Rekordvorsprung Peter Sagan (Bora-hansgrohe), der die 2., 5. und 13. Etappe jeweils im Sprint gewann. Fernando Gaviria (Quick-Step Floors) und Dylan Groenewegen (Team Lotto NL-Jumbo) gewannen ebenfalls zwei Etappen im Sprint, schieden jedoch im Laufe der Rundfahrt aus.
Julian Alaphilippe (Quick-Step Floors), der als erster Fahrer vier Anstiege hors categorie als Erster passierte, gewann die Bergwertung und mit der 10. und 16. Etappe zwei Bergetappen.
Die Nachwuchswertung gewann der Gesamtdreizehnte Pierre Latour (Ag2r La Mondiale).
Die Mannschaftswertung gewann das Movistar Team, das mit Mikel Landa als Gesamtsiebtem und dem Sieger der 17. Etappe Nairo Quintana als 10. zwei Fahrer unter den ersten Zehn platzieren konnte. Quick-Step Floors war mit vier Erfolgen die Mannschaft mit den meisten Etappensiegen.
Daniel Martin (UAE Team Emirates),  Gesamtachter und Sieger der 6. Etappe, wurde mit der Roten Rückennummer als kämpferischster Fahrer ausgezeichnet.
Die Rote Laterne (Lanterne Rouge) ging diesmal an Lawson Craddock als 145. mit einem Rückstand von 4:34:19 Stunden.

## Strecke
Der Grand Départ fand am 7. Juli 2018 in der Pays de la Loire statt. Die 1. Etappe begann in Noirmoutier-en-l’Île auf einer Atlantikinsel, führte über 201 Kilometer und endete in Fontenay-le-Comte auf dem Festland.
Zu den Höhepunkten der Route zählten die 3. Etappe in Form eines Mannschaftszeitfahrens auf flachem Terrain, die 9. Etappe mit 21,7 Kilometern Kopfsteinpflasterpassagen, die 10. Etappe mit 1,8 Kilometern Schotterpiste, die 11. Etappe mit rund 5.000 Höhenmetern, die 17. Etappe mit 38 Steigungskilometern auf nur 65 Rennkilometern und die 20. Etappe in Form eines Einzelzeitfahrens über hügeliges Terrain.
Die Schlussetappe fand am 29. Juli 2018 in der Île-de-France statt. Die 21. Etappe begann diesmal in Houilles, führte über 116 Kilometer und endete wie stets seit 1975 auf der Avenue des Champs-Élysées in Paris.

## Teams und Fahrer
Der Veranstalter ASO lud zusätzlich zu den 18 automatisch qualifizierten World Teams mit Cofidis, Direct Énergie, Fortuneo-Samsic und Wanty-Groupe Gobert vier UCI Professional Continental Teams ein. Gemäß dem geänderten UCI-Reglement für die Grand Tours wurde die Anzahl der Fahrer pro Mannschaft von neun auf acht reduziert. Somit starteten insgesamt nur noch 176 Fahrer.
Eine Kontroverse gab es um die Teilnahme des Titelverteidigers Chris Froome. Dieser hatte bei der Vuelta a España 2017 den erlaubten Grenzwert für das Asthma-Medikament Salbutamol überschritten. Trotzdem wurde er vom Internationalen Radsportverband UCI und der Welt-Anti-Doping-Agentur WADA aufgrund „wissenschaftlicher Berichte“ und „spezifischer Faktoren“ freigesprochen. Teile des Publikums hingegen buhten ihn aus.
Neben dem 33-jährigen Briten traten mit dem Zweiten des Vorjahres Rigoberto Urán (EF Education First), dem Vorjahresdritten Romain Bardet (Ag2r La Mondiale), dem Punktewertungssieger Michael Matthews (Sunweb), dem Bergwertungssieger Warren Barguil (Fortuneo-Samsic) und dem fünffachen Etappensieger Marcel Kittel (Katusha Alpecin) weitere Fahrer an, die 2017 erfolgreich waren.
| WorldTeams (18)- AG2R La Mondiale - Astana - Bahrain-Merida - BMC Racing Team - Bora-Hansgrohe - Groupama-FDJ - Lotto Soudal - Mitchelton-Scott - Movistar Team - Quick-Step Floors - Dimension Data - EF Education First-Drapac p/b Cannondale - Katusha-Alpecin - Lotto NL-Jumbo - Sky - Team Sunweb - Trek-Segafredo - UAE Team Emirates Professional Continental Teams (4)- Cofidis, Solutions Crédits - Direct Énergie - Fortuneo-Samsic - Wanty-Groupe Gobert |
| |

## Reglement und Preisgelder
Gegenüber dem Vorjahr gab es einige kleine Änderungen.
Etappen
Die Etappensieger erhielten 11.000 Euro, der Zweite 5.500 und der Dritte 2.800 Euro, der 20. Fahrer der Etappe erhielt noch 300 Euro.
Den Etappen war jeweils ein Koeffizient zugeordnet:
|  |               | Etappen | Etappen | Etappen | Etappen | Etappen | Etappen | Etappen | Etappen |  |
|  | ------------- | ------- | ------- | ------- | ------- | ------- | ------- | ------- | ------- |  |
|  | Koeffizient 1 | 1.      | 2.      | 4.      | 7.      | 8.      | 13.     | 18.     | 21.     |  |
|  | Koeffizient 2 | 6.      | 9.      | 14.     | 15.     |         |         |         |         |  |
|  | Koeffizient 3 | 5.      | 16.     |         |         |         |         |         |         |  |
|  | Koeffizient 4 | 10.     | 12.     | 19.     |         |         |         |         |         |  |
|  | Koeffizient 5 | 11.     |         |         |         |         |         |         |         |  |
|  | Koeffizient 6 | 17.     | 20.     |         |         |         |         |         |         |  |
|  | Koeffizient 7 | 3.      |         |         |         |         |         |         |         |  |

Karenzzeit
Die Karenzzeit war abhängig von der Durchschnittsgeschwindigkeit des Siegers:
|         |               | Zulässiger Rückstand    | Zulässiger Rückstand    |
| Minimum | Maximum       |                         |                         |
| ------- | ------------- | ----------------------- | ----------------------- |
|         | Koeffizient 1 | 3 % (v < 36 km/h)       | 11 % (v > 50 km/h)      |
|         | Koeffizient 2 | 6 % (v < 35 km/h)       | 18 % (v > 46 km/h)      |
|         | Koeffizient 3 | 10 % (v < 35 km/h)      | 20 % (v > 44 km/h)      |
|         | Koeffizient 4 | 7 % (v < 30 km/h)       | 18 % (v > 40 km/h)      |
|         | Koeffizient 5 | 10 % (v < 29 km/h)      | 18 % (v > 36 km/h)      |
|         | Koeffizient 6 | 25 % (unabhängig von v) | 25 % (unabhängig von v) |
|         | Koeffizient 7 | 30 % (unabhängig von v) | 30 % (unabhängig von v) |

Gesamtwertung
Der Führende der Gesamtwertung trug das Gelbe Trikot (maillot jaune). Zeitgutschriften (in Sekunden) werden wie folgt vergeben:
|   |                   | Platz | Platz | Platz |
| 1 | 2                 | 3     |       |       |
| - | ----------------- | ----- | ----- | ----- |
|   | Massenstartetappe | 10    | 6     | 4     |
|   | Bonuswertung      | 3     | 2     | 1     |

Die 160 besten Fahrer erhielten je nach Rang zwischen 500.000 Euro und 1.000 Euro. Der tägliche Führende erhielt 500 Euro.
Punktewertung
Der Führende der Punktewertung trug das Grüne Trikot (maillot vert). Die Punkte für diese Wertung wurden bei Etappenzielen und Zwischensprints wie folgt vergeben:
|   |                | Platz | Platz | Platz | Platz | Platz | Platz | Platz | Platz | Platz | Platz | Platz | Platz | Platz | Platz | Platz |
| 1 | 2              | 3     | 4     | 5     | 6     | 7     | 8     | 9     | 10    | 11    | 12    | 13    | 14    | 15    |       |       |
| - | -------------- | ----- | ----- | ----- | ----- | ----- | ----- | ----- | ----- | ----- | ----- | ----- | ----- | ----- | ----- | ----- |
|   | Koeffizient 1  | 50    | 30    | 20    | 18    | 16    | 14    | 12    | 10    | 8     | 7     | 6     | 5     | 4     | 3     | 2     |
|   | Koeffizient 2  | 30    | 25    | 22    | 19    | 17    | 15    | 13    | 11    | 9     | 7     | 6     | 5     | 4     | 3     | 2     |
|   | Koeffizient 3  | 30    | 25    | 22    | 19    | 17    | 15    | 13    | 11    | 9     | 7     | 6     | 5     | 4     | 3     | 2     |
|   | Koeffizient 4  | 20    | 17    | 15    | 13    | 11    | 10    | 9     | 8     | 7     | 6     | 5     | 4     | 3     | 2     | 1     |
|   | Koeffizient 5  | 20    | 17    | 15    | 13    | 11    | 10    | 9     | 8     | 7     | 6     | 5     | 4     | 3     | 2     | 1     |
|   | Koeffizient 6  | 20    | 17    | 15    | 13    | 11    | 10    | 9     | 8     | 7     | 6     | 5     | 4     | 3     | 2     | 1     |
|   | Zwischensprint | 20    | 17    | 15    | 13    | 11    | 10    | 9     | 8     | 7     | 6     | 5     | 4     | 3     | 2     | 1     |

Die acht ersten Fahrer erhielten je nach Rang zwischen 25.000 Euro und 2.000 Euro. Der tägliche Führende erhielt 300 Euro. Die ersten eines Zwischensprints erhielten 1.500, 1.000 und 500 Euro
Bergwertung
Der Führende der Bergwertung trug das Gepunktete Trikot (maillot à pois). Die Punkte für diese Wertung wurden auf den Überfahrten der Anstiege wie folgt vergeben, wobei es auf dem Col du Portillon, Col de Portet und Col d’Aubisque jeweils die doppelte Anzahl gab:
|   |                | Platz | Platz | Platz | Platz | Platz | Platz | Platz | Platz |  |
| 1 | 2              | 3     | 4     | 5     | 6     | 7     | 8     |       |       |  |
| - | -------------- | ----- | ----- | ----- | ----- | ----- | ----- | ----- | ----- |  |
|   | Hors Catégorie | 20    | 15    | 12    | 10    | 8     | 6     | 4     | 2     |  |
|   | 1. Kategorie   | 10    | 8     | 6     | 4     | 2     | 1     |       |       |  |
|   | 2. Kategorie   | 5     | 3     | 2     | 1     |       |       |       |       |  |
|   | 3. Kategorie   | 2     | 1     |       |       |       |       |       |       |  |
|   | 4. Kategorie   | 1     |       |       |       |       |       |       |       |  |

Die acht ersten Fahrer erhielten je nach Rang zwischen 25.000 Euro und 2.000 Euro. Der tägliche Führende erhielt 300 Euro. Die Sieger und Platzierten den einzelnen Anstiegen erhieltenebenfalls Preise, z. B. der Sieg auf einem Anstieg der hors categorie 800 Euro.
Nachwuchswertung
Der Führende der Nachwuchswertung trug das Weiße Trikot (maillot blanc). Die Nachwuchswertung berechnete sich wie die Gesamtwertung. An der Nachwuchswertung nahmen alle seit dem 1. Januar 1993 geborenen Fahrer teil.
Die vier besten Fahrer erhielten je nach Rang zwischen 20.000 Euro und 5.000 Euro. Der tägliche Führende erhielt 300 Euro.
Mannschaftswertung
Die Führenden der Mannschaftswertung trugen eine gelbe Rückennummer. Die Mannschaftswertung berechnete sich aus Zeiten der drei ersten Fahrer eines Teams auf jeder Etappe; beim Mannschaftszeitfahrens aus der viervierfachten Zeit der Mannschaft.
Die fünf ersten Teams erhielten je nach Rang zwischen 50.000 Euro und 8.000 Euro.
Kämpferischster Fahrer
Eine Jury zeichnete am Ende einer Etappe und am Ende der Tour den jeweiligen kämpferischsten Fahrer mit einer roten Rückennummer aus. Ausgenommen waren das Mannschaftszeitfahren, das Einzelzeitfahren und die Schlussetappe.
Der kämpferischste Fahrer der Tour erhielt 20.000 Euro. Der kämpferischste Fahrer einer Etappe erhielt 2.000 Euro.
Souvenir Henri Desgrange
Der erste Fahrer auf dem Gipfel des Col de Portet wurde mit dem Souvenir Henri Desgrange ausgezeichnet.
Der Gewinner erhielt 5.000 Euro.
Souvenir Jacques Goddet
Der erste Fahrer auf dem Gipfel des Col du Tourmalet wurde mit dem Souvenir Jacques Goddet ausgezeichnet.
Der Gewinner erhielt 5.000 Euro.
Preisgelder
Die genannten und alle weiteren Preisgelder belaufen sich auf eine Gesamtsumme von 2.288.050 Euro.

## Etappenübersicht
Die folgende Tabelle listet detaillierte Informationen zu den einzelnen Renntagen auf.
| Etappe     | Datum    | Etappenorte                                 | type              | Länge (km) | Etappensieger       | Gesamtführender   |
| ---------- | -------- | ------------------------------------------- | ----------------- | ---------- | ------------------- | ----------------- |
| 1. Etappe  | 7. Jul.  | Noirmoutier-en-l'Île – Fontenay-le-Comte    | Flachetappe       | 201        | Fernando Gaviria    | Fernando Gaviria  |
| 2. Etappe  | 8. Jul.  | Mouilleron-Saint-Germain – La Roche-sur-Yon | Flachetappe       | 182,5      | Peter Sagan         | Peter Sagan       |
| 3. Etappe  | 9. Jul.  | Cholet – Cholet                             | Teamzeitfahren    | 35,5       | BMC Racing Team     | Greg Van Avermaet |
| 4. Etappe  | 10. Jul. | La Baule-Escoublac – Sarzeau                | Flachetappe       | 195        | Fernando Gaviria    | Greg Van Avermaet |
| 5. Etappe  | 11. Jul. | Lorient – Quimper                           | Hügelige Etappe   | 204,5      | Peter Sagan         | Greg Van Avermaet |
| 6. Etappe  | 12. Jul. | Brest – Mûr-de-Bretagne, Guerlédan          | Hügelige Etappe   | 181        | Daniel Martin       | Greg Van Avermaet |
| 7. Etappe  | 13. Jul. | Fougères – Chartres                         | Flachetappe       | 231        | Dylan Groenewegen   | Greg Van Avermaet |
| 8. Etappe  | 14. Jul. | Dreux – Amiens                              | Flachetappe       | 181        | Dylan Groenewegen   | Greg Van Avermaet |
| 9. Etappe  | 15. Jul. | Zitadelle von Arras – Roubaix               | Hügelige Etappe   | 156,5      | John Degenkolb      | Greg Van Avermaet |
|            | 16. Juli | Ruhetag in Annecy                           | Ruhetag           |            |                     |                   |
| 10. Etappe | 17. Jul. | Annecy – Le Grand-Bornand                   | Hochgebirgsetappe | 158,5      | Julian Alaphilippe  | Greg Van Avermaet |
| 11. Etappe | 18. Jul. | Albertville – La Rosière (Montvalezan)      | Hochgebirgsetappe | 108,5      | Geraint Thomas      | Geraint Thomas    |
| 12. Etappe | 19. Jul. | Bourg Saint Maurice – Alpe d’Huez           | Hochgebirgsetappe | 175,5      | Geraint Thomas      | Geraint Thomas    |
| 13. Etappe | 20. Jul. | Le Bourg-d’Oisans – Valence                 | Flachetappe       | 169,5      | Peter Sagan         | Geraint Thomas    |
| 14. Etappe | 21. Jul. | Saint-Paul-Trois-Châteaux – Mende           | Hügelige Etappe   | 188        | Omar Fraile         | Geraint Thomas    |
| 15. Etappe | 22. Jul. | Millau – Carcassonne                        | Hügelige Etappe   | 181,5      | Magnus Cort Nielsen | Geraint Thomas    |
|            | 23. Juli | Ruhetag in Carcassonne                      | Ruhetag           |            |                     |                   |
| 16. Etappe | 24. Jul. | Carcassonne – Bagnères-de-Luchon            | Hochgebirgsetappe | 218        | Julian Alaphilippe  | Geraint Thomas    |
| 17. Etappe | 25. Jul. | Bagnères-de-Luchon – Col de Portet          | Hochgebirgsetappe | 65         | Nairo Quintana      | Geraint Thomas    |
| 18. Etappe | 26. Jul. | Trie-sur-Baïse – Pau                        | Flachetappe       | 171        | Arnaud Démare       | Geraint Thomas    |
| 19. Etappe | 27. Jul. | Lourdes – Laruns                            | Hochgebirgsetappe | 200,5      | Primož Roglič       | Geraint Thomas    |
| 20. Etappe | 28. Jul. | Saint-Pée-sur-Nivelle – Espelette           | Einzelzeitfahren  | 31         | Tom Dumoulin        | Geraint Thomas    |
| 21. Etappe | 29. Jul. | Houilles – Paris, Avenue des Champs-Élysées | Flachetappe       | 116        | Alexander Kristoff  | Geraint Thomas    |

## Wertungen im Tourverlauf
Die folgende Tabelle listet die Führenden in den jeweiligen Wertungen nach den jeweiligen Etappen auf.
| Etappe | Gesamtwertung     | Punktewertung        | Bergwertung        | Nachwuchswertung     | Mannschaftswertung | Kämpferischster Fahrer |
| ------ | ----------------- | -------------------- | ------------------ | -------------------- | ------------------ | ---------------------- |
| 1.     | Fernando Gaviria  | Fernando Gaviria (a) | Kévin Ledanois     | Fernando Gaviria (b) | Quick-Step Floors  | Yoann Offredo          |
| 2.     | Peter Sagan       | Peter Sagan (c)      | Dion Smith         | Fernando Gaviria (b) | Quick-Step Floors  | Sylvain Chavanel       |
| 3.     | Greg Van Avermaet | Peter Sagan (c)      | Dion Smith         | Søren Kragh Andersen | Quick-Step Floors  | nicht vergeben         |
| 4.     | Greg Van Avermaet | Peter Sagan (c)      | Dion Smith         | Søren Kragh Andersen | Quick-Step Floors  | Jérôme Cousin          |
| 5.     | Greg Van Avermaet | Peter Sagan (c)      | Toms Skujiņš       | Søren Kragh Andersen | Quick-Step Floors  | Toms Skujiņš           |
| 6.     | Greg Van Avermaet | Peter Sagan (c)      | Toms Skujiņš       | Søren Kragh Andersen | Quick-Step Floors  | Damien Gaudin          |
| 7.     | Greg Van Avermaet | Peter Sagan (c)      | Toms Skujiņš       | Søren Kragh Andersen | Quick-Step Floors  | Laurent Pichon         |
| 8.     | Greg Van Avermaet | Peter Sagan (c)      | Toms Skujiņš       | Søren Kragh Andersen | Quick-Step Floors  | Fabien Grellier        |
| 9.     | Greg Van Avermaet | Peter Sagan (c)      | Toms Skujiņš       | Søren Kragh Andersen | Quick-Step Floors  | Damien Gaudin          |
| 10.    | Greg Van Avermaet | Peter Sagan (c)      | Julian Alaphilippe | Pierre Latour        | Movistar           | Greg Van Avermaet      |
| 11.    | Geraint Thomas    | Peter Sagan (c)      | Julian Alaphilippe | Pierre Latour        | Movistar           | Alejandro Valverde     |
| 12.    | Geraint Thomas    | Peter Sagan (c)      | Julian Alaphilippe | Pierre Latour        | Movistar           | Steven Kruijswijk      |
| 13.    | Geraint Thomas    | Peter Sagan (c)      | Julian Alaphilippe | Pierre Latour        | Movistar           | Michael Schär          |
| 14.    | Geraint Thomas    | Peter Sagan (c)      | Julian Alaphilippe | Pierre Latour        | Movistar           | Jasper Stuyven         |
| 15.    | Geraint Thomas    | Peter Sagan (c)      | Julian Alaphilippe | Pierre Latour        | Movistar           | Rafał Majka            |
| 16.    | Geraint Thomas    | Peter Sagan (c)      | Julian Alaphilippe | Pierre Latour        | Bahrain-Merida     | Philippe Gilbert (d)   |
| 17.    | Geraint Thomas    | Peter Sagan (c)      | Julian Alaphilippe | Pierre Latour        | Movistar           | Tanel Kangert          |
| 18.    | Geraint Thomas    | Peter Sagan (c)      | Julian Alaphilippe | Pierre Latour        | Movistar           | Luke Durbridge         |
| 19.    | Geraint Thomas    | Peter Sagan (c)      | Julian Alaphilippe | Pierre Latour        | Movistar           | Mikel Landa            |
| 20.    | Geraint Thomas    | Peter Sagan (c)      | Julian Alaphilippe | Pierre Latour        | Movistar           | nicht vergeben         |
| 21.    | Geraint Thomas    | Peter Sagan (c)      | Julian Alaphilippe | Pierre Latour        | Movistar           | nicht vergeben         |
| Sieger | Geraint Thomas    | Peter Sagan          | Julian Alaphilippe | Pierre Latour        | Movistar           | Daniel Martin          |